# Rebecca Gibney
Rebecca Catherine Gibney (Levin, 14 de dezembro de 1964) é uma atriz neozelandesa conhecida por seus papéis na televisão e no cinema australiano. Ela é uma vencedora do Logie de Ouro e apareceu em vários filmes, incluindo Mental e The Dressmaker.

## Biografia
Gibney ganhou, e foi nomeado, para vários prêmios entre eles o AACTA Awards e no Logies em numerosas ocasiões em sua carreira de atriz. Ela ganhou seu primeiro prêmio em 1990, ganhando o Prêmio AFI (Australian Film Institute) de Melhor Atriz por seu papel em Come In Spinner. Ela também ganhou o Prêmio Logie de Atriz Mais Popular em 1991 por seu papel na série, e foi nomeada como Melhor Atriz em Telefilme ou Minissérie pelo mesmo papel.
Em 1992, ela foi nomeada no Logies pelo seu papel na sitcom All Together Now em duas categorias. Seu papel principal em Halifax f.p. fez com que Gibney ganhasse três prêmios diferentes - A atriz mais popular nos Logies (em 1996, 1997, 1998, 1999 e 2001); atriz mais popular no Logies (em 1998, 1999 e 2000) e Melhor Performance por uma atriz em um papel principal em um drama de televisão no AFI Awards (em 1998 e 2000).
O papel de Gibney no telefilme Small Claims levou-a a outra nomeação na categoria Logies de 2005 na categoria de melhor atriz.
Outro personagem de destaque interpretado por Gibney foi em Packed to the Rafters. Seu papel na série levou a conquistar o Logie de Ouro de 2009 e o prêmio de atriz mais popular de 2009. Ela também foi nomeada no Logie de Ouro em 2010 e 2011, e a atriz mais popular em 2010, 2011, e 2012, e melhor atriz em 2009. No AFI Awards, ela foi nomeada em 2009, na categoria Melhor atriz principal em uma série dramática.

## Filmografia

### Cinema
| Ano  | Título            | Personagem        | Nota(s)                      |
| ---- | ----------------- | ----------------- | ---------------------------- |
| 1984 | Among the Cinders | Sally             |                              |
| 1986 | Mr. Wrong         | Clive's Secretary |                              |
| 1990 | Jigsaw            | Virginia York     |                              |
| 1994 | Lucky Break       | Gloria Wrightman  | AKA, Paperback Romance       |
| 1997 | Joey              | Penny McGregor    |                              |
| 2006 | Lost and Found    | Mac's Mum         |                              |
| 2007 | Clubland          | Lana              | AKA, Introducing the Dwights |
| 2008 | The Map Reader    | Amelia            |                              |
| 2009 | In Her Skin       | Gail              |                              |
| 2011 | Seek              | Mummy             | curta-metragem               |
| 2012 | Mental            | Shirley           |                              |
| 2015 | The Dressmaker    | Muriel Pratt      |                              |

### Televisão
| Ano            | Título                                                     | Personagem              | Nota(s)                     |
| -------------- | ---------------------------------------------------------- | ----------------------- | --------------------------- |
| 1980           | Sea Urchins                                                | Karen                   | Telefilme                   |
| 1985           | I Live with Me Dad                                         | Jill Harkness           | Telefilme                   |
| 1985           | Zoo Family                                                 | Julie Davis             |                             |
| 1986           | The Great Bookie Robbery                                   | Bonnie                  | Minissérie                  |
| 1986–1991      | The Flying Doctors                                         | Emma Plimpton Patterson |                             |
| 1990           | Come In Spinner                                            | Guinea Malone           | Minissérie                  |
| 1990           | Acropolis Now                                              | Mrs. Spiro Strangulator | "Cappuccino Catastrophe"    |
| 1991           | Ring of Scorpio                                            | Judith                  | Telefilme                   |
| 1991–93        | All Together Now                                           | Tracy Lawson            |                             |
| 1993           | Snowy                                                      | Lilian Anderson         |                             |
| 1994           | Time Trax                                                  | Dr. Maria Mills         | "The Cure"                  |
| 1994–2002 2019 | Halifax f.p.                                               | Jane Halifax            |                             |
| 1995           | G.P.                                                       | Larissa Schuller        | "Still Life"                |
| 1997           | Kangaroo Palace                                            | Heather Randall         | Telefilme                   |
| 1998           | The Silver Brumby                                          | Boon Boon (voz)         | "Getting Together"          |
| 1998           | The Day of the Roses                                       | Margaret Warby          | Minissérie                  |
| 1998           | 13 Gantry Row                                              | Julie                   | Telefilme                   |
| 1999           | Sabrina Down Under                                         | Hilary Hexton           | Telefilme                   |
| 1999           | The Lost World                                             | Lady Cassandra Yorkton  | "Cave of Fear"              |
| 1999           | Die Millennium-Katastrophe - Computer-Crash 2000           | Nicole                  | Telefilme                   |
| 2001           | Finding Hope                                               | Hope Fox                | Telefilme                   |
| 2001           | Farscape                                                   | Rinic Sarova            | "Thanks for Sharing"        |
| 2001           | Ihaka: Blunt Instrument                                    | Kirsty Finn             | Telefilme                   |
| 2002–03        | Stingers                                                   | Ingrid Burton           |                             |
| 2003           | Sensing Murder: Easy Street                                | Apresentadora           | Telefilme                   |
| 2004           | Small Claims                                               | Chrissy Hindmarsh       | Telefilme                   |
| 2004           | Salem's Lot                                                | Marjorie Glick          | Minissérie                  |
| 2005           | Small Claims: White Wedding                                | Chrissy Hindmarsh       | Telefilme                   |
| 2006           | Small Claims: The Reunion                                  | Chrissy Hindmarsh       | Telefilme                   |
| 2006           | Nightmares & Dreamscapes: From the Stories of Stephen King | India Fornoy            | "The End of the Whole Mess" |
| 2006           | Tripping Over                                              | Lydia                   | Minissérie                  |
| 2008–13        | Packed to the Rafters                                      | Julie Rafter            |                             |
| 2010           | Wicked Love: The Maria Korp Story                          | Maria Korp              | Telefilme                   |
| 2014           | The Killing Field                                          | Det. Serg. Eve Winter   | Telefilme                   |
| 2015           | Peter Allen: Not the Boy Next Door                         | Marion Woolnough        | Minissérie                  |
| 2015           | Winter                                                     | Eve Winter              |                             |
| 2016–presente  | Wanted                                                     | Lola Buckley            |                             |